# Confucianisme en Corée
 (mai 2023).
La mise en forme du texte ne suit pas les recommandations de Wikipédia : il faut le « wikifier ».
Les points d'amélioration suivants sont les cas les plus fréquents. Le détail des points à revoir est peut-être précisé sur la page de discussion.
- Les titres sont pré-formatés par le logiciel. Ils ne sont ni en capitales, ni en gras.
- Le texte ne doit pas être écrit en capitales (les noms de famille non plus), ni en gras, ni en italique, ni en « petit »…
- Le gras n'est utilisé que pour surligner le titre de l'article dans l'introduction, une seule fois.
- L'italique est rarement utilisé : mots en langue étrangère, titres d'œuvres, noms de bateaux, etc.
- Les citations ne sont pas en italique mais en corps de texte normal. Elles sont entourées par des guillemets français : « et ».
- Les listes à puces sont à éviter, des paragraphes rédigés étant largement préférés. Les tableaux sont à réserver à la présentation de données structurées (résultats, etc.).
- Les appels de note de bas de page (petits chiffres en exposant, introduits par l'outil «  Source ») sont à placer entre la fin de phrase et le point final[comme ça].
- Les liens internes (vers d'autres articles de Wikipédia) sont à choisir avec parcimonie. Créez des liens vers des articles approfondissant le sujet. Les termes génériques sans rapport avec le sujet sont à éviter, ainsi que les répétitions de liens vers un même terme.
- Les liens externes sont à placer uniquement dans une section « Liens externes », à la fin de l'article. Ces liens sont à choisir avec parcimonie suivant les règles définies. Si un lien sert de source à l'article, son insertion dans le texte est à faire par les notes de bas de page.
- La présentation des références doit suivre les conventions bibliographiques. Il est recommandé d'utiliser les modèles {{Ouvrage}}, {{Chapitre}}, {{Article}}, {{Lien web}} et/ou {{Bibliographie}}. Le mode d'édition visuel peut mettre en forme automatiquement les références.
- Insérer une infobox (cadre d'informations à droite) n'est pas obligatoire pour parachever la mise en page.

Pour une aide détaillée, merci de consulter Aide:Wikification.
Si vous pensez que ces points ont été résolus, vous pouvez retirer ce bandeau et améliorer la mise en forme d'un autre article.

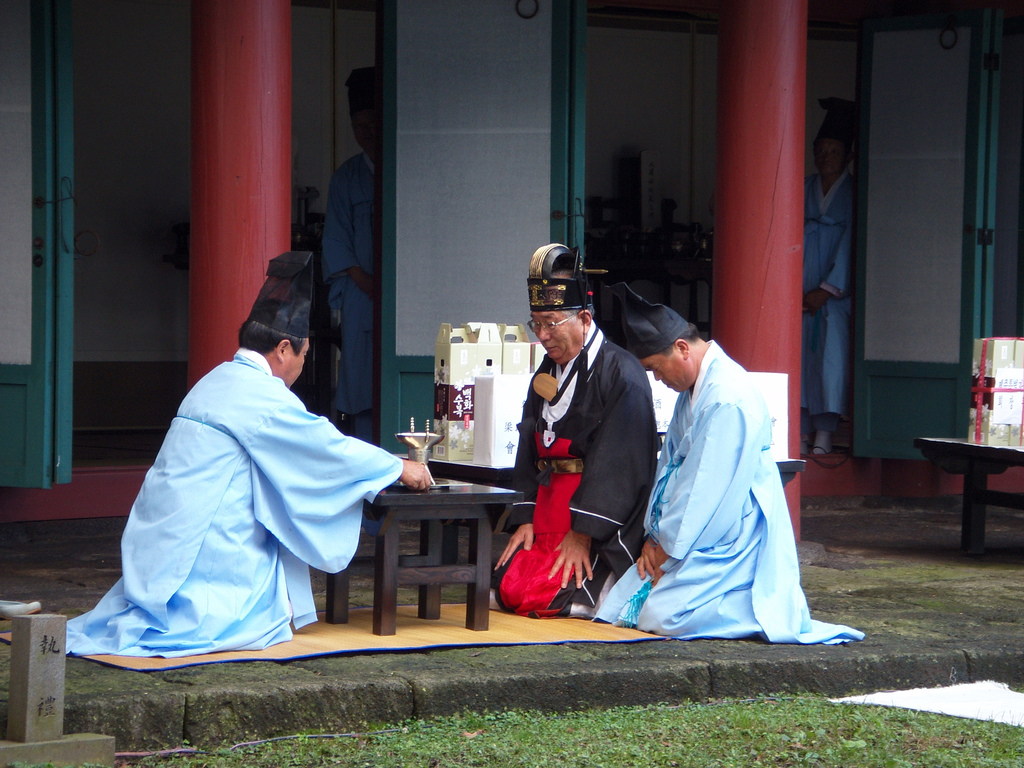
Chugyedaeje, une cérémonie rituelle confucéenne en automne à Jeju, Corée du Sud.

Le confucianisme coréen est une forme de confucianisme qui est apparue et s'est développée en Corée. L'une des influences les plus importantes de l'histoire intellectuelle coréenne a été l'introduction de la pensée confucéenne dans le cadre de l'influence de la culture chinoise de la Chine.
Aujourd'hui, l'héritage du confucianisme reste une partie fondamentale de la société coréenne, façonnant le système moral, le mode de vie, les relations sociales entre les vieux et les jeunes, la haute culture, et formant la base d'une partie du grand système juridique. Le confucianisme en Corée est parfois étudié comme un moyen réaliste de maintenir une nation unifiée sans guerres civiles ni désaccords internes hérités de la dynastie Goryeo.

## Historique

### Origine du confucianisme en Chine
Confucius (孔夫子Kǒng Fūzǐ, lit. "Maître Kong") est né en 551 avant notre ère et a été élevé par sa mère après la mort de son père lorsque Confucius avait trois ans. Le nom latinisé "Confucius" que la plupart des Occidentaux lui reconnaissent est dérivé de "Kong Fuzi", probablement inventé pour la première fois par des missionnaires jésuites en Chine au XVIe siècle. Les analectes, ou Lunyu (論語; lit." Énonciations sélectionnées"), sont des recueils de dictons et d'idées attribués au philosophe chinois et à ses contemporains, aurait été écrit par les disciples de Confucius pendant la période des Royaumes combattants (475 av. J.-C. - 221 av. J.-C.), atteignant sa forme finale pendant la dynastie Han (206 av. J.-C. - 220 apr. J.-C.). Confucius est né dans la classe des shi (士), entre l'aristocratie et le peuple. Sa vie publique comprenait un mariage à l'âge de 19 ans, la naissance d'un fils et divers emplois d'agriculteur, de secrétaire et de comptable. Dans sa vie privée, il a étudié et médité sur la raison, la bonne moralité et la nature du gouvernement, donc à l'âge de 50 ans, il s'était bâti une réputation. Cependant, cette considération ne lui suffit pas pour réussir à plaider en faveur d'un gouvernement central fort et de l'utilisation de la diplomatie au lieu de la guerre comme idéal pour les relations internationales. Il aurait passé les dernières années de sa vie à enseigner à un groupe de fervents adeptes les valeurs à apprécier dans une collection d'ouvrages anciens souvent considérés comme des classiques chinois. On pense que Confucius est mort en 479 avant notre ère à l'âge de 71-72 ans.
Pendant la dynastie Han et la dynastie Tang qui suivirent, les idées confucéennes prirent encore plus d'ampleur. Sous la dynastie Song, le savant Zhu Xi (1130-1200 apr. J.-C.) a joint des idées du taoïsme et du bouddhisme au confucianisme. Au cours de son existence, Zhu Xi a été amplement ignoré, mais postérieurement sa mort, ses idées sont devenues la nouvelle vision orthodoxe de l'authentique signification des textes confucéens. Les historiens modernes considèrent que Zhu Xi a créé quelque chose de complètement différent et appellent sa façon de penser néo-confucéenne. Le néo-confucianisme a dominé la Chine, le Japon, la Corée et le Vietnam jusqu'au XIXe siècle.

### Avant Goryeo
La nature des premières organisations culturelles et politiques coréennes était centrée sur les clans et les tribus plutôt que sur les villes et les états. Un enregistrement chinois du royaume de Gojoseon (1000 av. J.-C. - 300 av. J.-C.) appelle les habitants de la péninsule de DONG-I "barbares de l'est" ou "archers de l'est". Bien que la dynastie Shang (1600 av. J.-C. - 1040 av. J.-C.) soit principalement reconnue pour ses réalisations dans le domaine de la métallurgie, ses réalisations organisationnelles incluent l'utilisation ancestrale du pouvoir. Lorsque la dynastie Shang a été usurpée par les Zhou occidentaux (1122 av. J.-C. - 771 av. J.-C.), la dynastie Zhou a changé la croyance des Shang dans les croyances ancestrales pour invoquer le "mandat du ciel" comme moyen de déterminer la règle divine sacrée. Le mandat du ciel est basé sur les règles de bonne gouvernance et l'empereur a le droit de régner depuis le ciel tant que ces règles de bonne gouvernance sont suivies.
La règle dispersée de nombreuses régions semi-autonomes a été de plus en plus placée sous le contrôle du gouvernement central sous le nom de Zongfa ou "réseau de parenté", bien qu'au fil du temps, le territoire ait été gouverné trop large, de sorte que tous les vassaux sont de vrais parents. Les vassaux du roi jouissaient de titres héréditaires et devaient fournir des forces de travail et de combat selon les circonstances. À bien des égards, le royaume de Gojoseon serait "confirmé" par leur "frère aîné" au sud, et tandis que le roi Gojoseon régnerait encore, le "mandat du ciel" l'obligerait à régner de manière juste et équitable au bénéfice de son peuple et pas seulement de ses favoris ou proches. Alors que les Zhou occidentaux déclinaient, la Chine est entrée dans une période connue sous le nom de période du printemps et de l'automne (771 av. J.-C. - 471 av. J.-C.) et le «réseau de parenté» a également décliné. Le contrôle de nombreuses propriétés féodales incombait aux seigneurs féodaux et aux chevaliers, ou "combattants messieurs", (C. SHI). Non liés par les liens familiaux, ces hommes sont libres d'attaquer leurs voisins et d'accumuler des biens. Par conséquent, à cette époque, Confucius est né et a passé sa vie à lutter pour la construction d'un gouvernement idéal avec les caractéristiques du gouvernement central de la dynastie Zhou. Cependant, en 109 av. J.-C., l'empereur Han Wu-Ti maîtrisa Gojoseon par terre et par mer et établit quatre bases, ou "commandants", quatre commandants Han dans la région pour stabiliser la zone pour le commerce. L'introduction ultérieure de quatre administrations distinctes pour superviser la région n'a fait que perpétuer la nature fragmentée de la péninsule coréenne et a entravé l'adoption du modèle confucéen.
Alors que la période des Trois Royaumes émergeait des Quatre Comandants, chaque Royaume cherchait des idéologies par lesquelles leurs populations pourraient être consolidées et leur pouvoir vérifié. Depuis son introduction dans le royaume de Baekje en 338 apr. J.-C., le bouddhisme coréen s'est rapidement répandu dans tous les états au cours de la période des Trois Royaumes. Bien que les chamans coréens fassent partie intégrante de la culture coréenne depuis des temps immémoriaux, le bouddhisme a su trouver un équilibre entre le peuple et son gouvernement en adjugeant les responsabilités du peuple avec l'autre.

### Période Goryeo
Pendant la dynastie Goryeo (918-1392), la position, l'influence et le statut du bouddhisme allaient bien au-delà de son rôle de simple croyance religieuse. Les temples bouddhistes, établis à l'origine comme une pratique religieuse, sont devenus des enclaves influentes remplies de vastes infrastructures, de cadres, de locataires, d'esclaves et d'entrepreneurs de l'industrie commerciale. L'état organise un certain nombre de fêtes bouddhistes au cours de l'année dont la prospérité et la sécurité sont inextricablement liées à des pratiques et des rituels qui mélangent souvent les croyances bouddhistes et indigènes coréennes. Comme en Chine, le bouddhisme se partage entre les textes religieux ancrés dans les croyances urbaines et les croyances plus contemplatives des zones rurales. Cet accent mis sur les textes et l'apprentissage a produit un "examen de moine" dans lequel le clergé bouddhiste pouvait rivaliser avec les érudits confucéens pour des postes dans le gouvernement local et national. Pendant ce temps, la pensée confucéenne est restée dans l'ombre de sa rivale bouddhiste, se disputant les cœurs et les esprits de la culture coréenne, mais avec un antagonisme croissant.
Avec la chute de Goryeo, la position de l'aristocratie foncière s'est effondrée et a été remplacée par le pouvoir croissant des coréens analphabètes, qui étaient de fervents défenseurs de la réforme agraire. L'intérêt pour la littérature chinoise pendant la dynastie Goryeo a encouragé la propagation du néo-confucianisme, dans lequel les anciens enseignements de Confucius ont été fusionnés avec le taoïsme et le bouddhisme. Les néo-confucianistes pouvaient désormais offrir à la nouvelle dynastie Joseon (1392-1910) une alternative à l'influence bouddhiste. À Goryeo, le roi Gwangjong (949-975) a établi l'examen national de la fonction publique et le roi Seongjong (1083-1094) a été le principal partisan du confucianisme en fondant Gukjagam, la plus haute institution d'enseignement de la dynastie Goryeo. Cela a été renforcé en 1398 par Sunggyungwan, une académie avec un programme néo-confucéen, et la construction d'un autel au palais où le roi adorait ses ancêtres. La pensée néo-confucéenne, qui mettait l'accent sur l'éthique et l'autorité morale du gouvernement, a largement justifié la réforme agraire et la redistribution des richesses. Au lieu d'attaquer directement le bouddhisme, les critiques du néo-confucianisme ont continué à critiquer le système des temples et les excès du clergé.

### Néo-confucianisme sous la dynastie Joseon

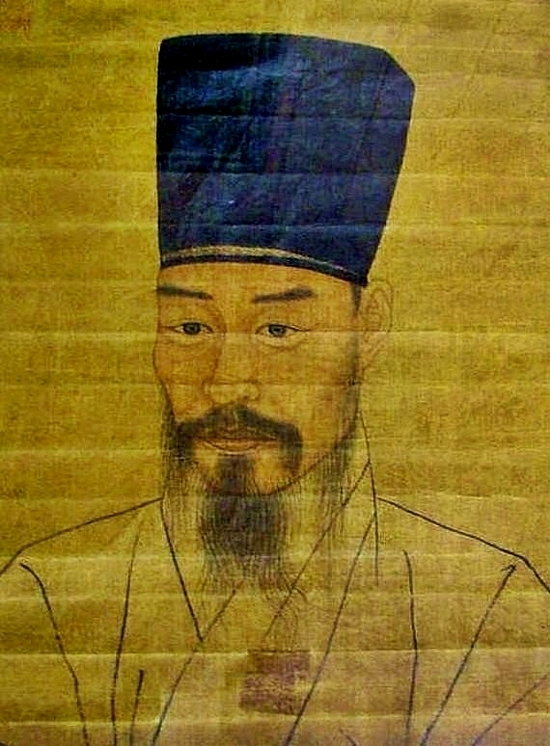
Portrait de Jo Gwang-jo

Sous le règne du roi Sejong (1418-1450), toutes les disciplines étaient ancrées dans la pensée confucéenne. Les écoles confucéennes coréennes sont bien établies, dont la plupart ont des universitaires formés à l'étranger, de grandes bibliothèques, le patronage d'artisans et d'artistes et un programme qui comprend 13 à 15 œuvres majeures du confucianisme. Les branches du bouddhisme en Corée étaient encore tolérées en dehors des grands centres politiques. Dans la Chine Ming (1368-1644), le néo-confucianisme était considéré comme l'idéologie de l'État. La nouvelle dynastie Joseon (1392–1910) a emboîté le pas et a également adopté le néo-confucianisme comme principal système de croyance parmi les érudits et les gérants. Les efforts de Jo Gwangjo pour répandre le néo-confucianisme parmi la population ont été suivis par la montée en puissance de deux des érudits confucéens les plus renommé de Corée, Yi Hwang (1501-1570) et Yi I (1536) -1584), qui sont souvent désignés par leurs pseudonymes. Toe gye et Yul gok. Les organisations néo-confucianistes coréennes ne croyaient généralement pas en un dieu ou des dieux, une vie après la mort ou une âme éternelle.
Après avoir supplanté tous les autres modèles d'état national coréen, au début du XVIIe siècle, la pensée néo-confucéenne a d'abord connu une scission entre Occidentaux et Orientaux, puis entre Sudistes et Nordistes. Au cœur de ces divisions se trouve la question de la succession au sein de la monarchie coréenne et de la manière dont l'opposition doit être gérée.
Un nombre croissant d'érudits néo-confucéens ont également commencé à remettre en question certaines croyances et pratiques métaphysiques. Un mouvement appelé Silhak (signifiant "réalisme") soutenait que la pensée néo-confucéenne devrait être basée davantage sur la réforme que sur le maintien du statu quo. Les différences entre les différentes écoles de pensée confucéennes et néo-confucéennes sont devenues conflictuelles lorsque les pays occidentaux ont cherché à forcer les sociétés coréenne, chinoise et japonaise à s'ouvrir au commerce occidental, à la technologie publique occidentale et aux institutions occidentales. Le nombre croissant d'écoles missionnaires catholiques et protestantes qui enseignent non seulement la pédagogie occidentale mais aussi les croyances religieuses chrétiennes est particulièrement préoccupant. En 1894, les conservateurs, nationalistes et néo-confucianistes coréens se sont rebellés contre ce qu'ils considéraient comme la perte de la société et de la culture coréennes au profit de l'influence étrangère à travers l'abandon par le confucianisme des rituels et des écritures chinoises.

### Période coloniale

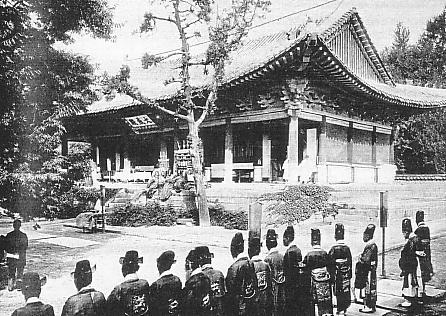
Cérémonie confucianiste au de Séoul au début des années 1930.

Le confucianisme sort très délégitimé de la période Joseon, et son prestige aux yeux des élites coréennes est très écorné. De nombreux intellectuels comme l'historien Shin Chae-ho le rendent responsable à la fois de la perte d'indépendance du pays vis-à-vis de la Chine, mais aussi de l'incapacité du pays à se moderniser au XIXe siècle. Sur le plan intellectuel il doit faire face à l'attrait de nouveaux modèles de pensée comme le capitalisme, le socialisme, et le marxiste, et sur le plan religieux il doit faire face au dynamisme de divers mouvements chrétiens dès la fin du XIXe siècle. Rare sont les intellectuels comme Park Eun-sik qui cherchent encore à s'en revendiquer pendant la période d'occupation.
Le confucianisme est utilisé dès 1910 par le Japon pour soutenir de relai à sa politique dans la péninsule. La grande cérémonie confucianiste coréenne, le Seokjeon Daeje (en) est maintenue, mais est déplacée dès 1911 du Sungkyunkwan utilisé lors de la période Joseon vers le Keigakuin (ja), nouveau temple à Confucius érigé par le pouvoir japonais. Il bénéficie par ailleurs d'une dotation de la Maison impériale, et la cérémonie devient avant tout l'expression du pouvoir japonais localement. La cérémonie est réalisée selon les pratiques japonaises, et dans un premier temps les images de lettrés confucianistes coréens sont même retirées du temple (avant d'être rétablies dès 1922). La relative influence du confucianisme dans le pays (329 temples en 1928 comptant quelques 227 000 fidèles) permet à ce confucianisme sous domination japonaise de bénéficier d'une certaine audience (le Seokjeon Daeje (en) de 1937 à Séoul est suivi par quelques 5 300 personnes). De plus les Japonais prennent appui sur le réseau de Seowon, académies confucianistes coréennes, qui servent de centres éducatifs dans les régions les plus reculées. Ils y diffusent pas ce biais leurs vision du confucianisme et parviennent à toucher les élites locales. C'est paradoxalement du confucianisme que va venir une partie de l'opposition au Japon en Corée. La politique d'uniformisation culturelle décidée en 1939 par l'occupant impose aux Coréens de transformer leur patronyme coréen en patronyme japonais. Ceci entre alors en conflit avec le précepte de piété filiale incarnée par le respect du patronyme.
Sur le plan idéologique, les japonais diffusent au travers de relais coréens une version du confucianisme basé sur la notion de voie impériale (皇道, Kōdō), dit aussi confucianisme de la voie impériale (皇道儒学, Kōdō jugaku). L'Association confucianiste coréenne (ko) fondée en 1932 réunit des confucianistes de la péninsule, en particulier des figures comme Ahn In-sik (ko) et Joo Byung-kŏn formés au Japon, et dispose d'un journal lancé en 1935, Sun Moon Times (coréen : 일월시보), pour diffuser ses idées. Ahn In-sik (ko) et Joo Byung-kŏn font la promotion jusqu'à la fin de la colonisation de cette version du confucianisme qui promeut des principes d'obéissance au pouvoir, tout en s'inscrivant dans la logique panasiatique du pouvoir nippon.

### Après-guerre
Au moment de la libération, les confucianistes connaissent des sorts assez divers. Les éléments les plus engagés dans la collaboration avec les japonais comme Ahn In-sik (ko) sont arrêtés et jugés pour trahison. D'autres au contraire retrouvent les sphères du pouvoir en se mettant au service des américains au sud. Yu Ŏk-kyŏm malgré ses nombreux liens avec l'occupant japonais devient chef du service de l'éducation de 1945 à 1947. Plusieurs dictateurs sud-coréens comme Syngman Rhee et Park Chung-hee vont avoir une relation ambigüe avec le confucianisme. Tout en le dénigrant et le rendant responsable du déclin du pays depuis plusieurs siècles, ils vont implicitement prendre appuis sur certains de ses concepts (loyauté, piété filiale...) pour assoir leurs pouvoirs. Son influence dans la société est régulièrement mise en avant pour expliquer à la fois les réussites académiques et économiques du pays à partir des années 1980, mais aussi pour expliquer les problèmes portant sur la condition féminine, la bureaucratie excessive, ou les inégalités sociales dans le pays. Une pratique perdure, tant au niveau des cultes familiaux, que dans le maintien patrimonial de cérémonies traditionnellement liées à l'état .
Dans la Corée contemporaine, très peu de gens s'identifient comme confucéens lorsqu'on les interroge sur leur religion,. Cependant, les études statistiques sur le sujet peuvent être trompeuses. Le confucianisme n'est pas une religion organisée, il peut donc être difficile de déterminer facilement si une personne est confucéenne ou non,. Bien que son importance en tant qu'idéologie dominante se soit estompée, de nombreuses idées et pratiques confucéennes saturent encore la culture et la vie quotidienne sud-coréennes,,.
La considération traditionnelle confucéenne pour l'éducation reste une partie essentielle de la culture sud-coréenne. Les examens de la fonction publique étaient la porte d'entrée du prestige et du pouvoir pour un confucéen sous la dynastie Joseon. Aujourd'hui, les examens continuent d'être un aspect important de la vie sud-coréenne. Le contenu de ce qui est étudié a changé au fil des ans. Les enseignements confucéens ont été remplacés par d'autres matières, telles que les langues étrangères, l'histoire moderne, l'économie, les sciences et les mathématiques. Tout comme l'ancien confucianisme mettait l'accent sur la capacité d'apprendre et de se souvenir. Étant donné que les examens sont si importants pour accéder à de meilleures écoles et à de meilleurs emplois, la vie entière d'un étudiant typique est axée sur la préparation à la réussite des examens requis.
Peut-être que certaines des preuves les plus solides de l'influence continue du confucianisme se trouvent dans la vie de famille en Corée du Sud. Cela se reflète non seulement dans l'accent mis par la Corée du Sud sur les modes de vie familiaux et collectifs, mais aussi dans les rituels confucéens encore couramment pratiqués aujourd'hui, les mémoriaux ancestraux. C'est une façon de montrer du respect aux parents, aux grands-parents et aux ancêtres décédés, et c'est une façon confucéenne de montrer la piété filiale,. Dans certains cas, les services commémoratifs ont été modifiés pour tenir compte des opinions religieuses. Ceci est un exemple de la façon dont le confucianisme s'est intégré à la religion en Corée du Sud, au lieu de lui faire concurrence.
En 1980, la "Directive pour les rituels familiaux" a été promulguée. Il a dit que la tenue du culte ancestral uniquement pour les grands-parents et les parents, simplifiait les funérailles et réduisait le temps de deuil. La loi n'est pas strictement appliquée et personne n'a été accusé de l'avoir violée.
Ces dernières années, on s'est éloigné de l'idée confucéenne traditionnelle de respect total et de soumission à l'autorité par les parents. Cela se voit dans le fait que le mariage n'est plus une décision familiale mais un choix individuel.
L'intonation confucéen sur l'importance de la famille et du collectif pour l'individu s'est aussi étendu aux entreprises sud-coréennes. Les travailleurs sont censés traiter le lieu de travail comme une famille, le propriétaire d'entreprise patriarcal bénéficiant de privilèges spéciaux tandis que les travailleurs sont censés travailler plus dur. Les entreprises ont tendance à fonctionner selon l'éthique confucéenne, comme l'importance de relations harmonieuses avec les employés et la loyauté envers l'entreprise. La grandeur est accordée aux attributs tels que les divergence d'âge, de statut de parenté, de sexe et de statut sociopolitique,.
La rhétorique morale confucéenne est encore utilisée dans la Corée du Sud contemporaine. D'autres religions l'intégreront dans les discussions sur le comportement humain approprié. On le trouve dans le gouvernement et les entreprises, utilisé pour encourager les gens à faire passer les besoins du groupe au-dessus de leurs besoins individuels,,.
La philosophie néo-confucéenne datant du XVe siècle a laissé les femmes coréennes considérées comme bien moins que l'extension de la domination masculine et la production d'enfants nécessaires.[réf. nécessaire] Cette vision traditionnelle du rôle social des femmes s'estompe. De plus en plus d'étudiantes occupent de bonnes positions dans les universités et sur le marché du travail, ainsi qu'en politique. 
Le néo-confucianisme étant retiré des programmes scolaires et son importance dans la vie quotidienne coréenne, le sentiment qu'il manquait quelque chose d'essentiel à l'histoire coréenne a conduit à un renouveau du confucianisme en Corée à la fin des années 1990.
L'influence du confucianisme est rejetée par les historiens nord-coréens qui considère cette religion comme « représente l'idéologie dégénérée et oppressive de l'état féodal de la Corée
d'avant l'avènement du communisme ». Cependant, l'idéologie de Juche encourage les vertus confucéennes de loyauté, de révérence et d'obéissance.

## Confucianisme contemporain et droits des femmes
Traditionnellement, les femmes en Corée se voyaient attribuer le rôle de femme au foyer en raison des rôles de genre confucéens. Cela signifie que les femmes ne sont pas autorisées à travailler à l'extérieur de la maison. Cela a commencé à changer et, en 2001, le taux d'activité des femmes était de 49,7 %, contre 34,4 % dans les années 1960. En 1987, une loi sur l'égalité des chances a été introduite et a depuis été améliorée par des réformes visant à renforcer les droits des femmes au travail. Alors que les organisations féministes coréennes devenaient de plus en plus influentes, le gouvernement a écouté et, en 2000, a créé le ministère de l'égalité des sexes pour permettre aux femmes de participer à l'élaboration des politiques. Bien que les femmes réussissent grâce à de bonnes actions, cela ne change pas complètement les rôles dans la famille. Les femmes qui travaillent sont encore considérées comme les principales femmes au foyer de la famille. Cependant, ces changements ont donné aux femmes sud-coréennes plus de choix entre être femme au foyer ou travailler à l'extérieur de la maison.
Les femmes qui ont choisi de travailler en raison des évolutions du gouvernement et de législation ont été et sont toujours des défis majeurs sur le marché du travail. De grandes entreprises en Corée du Sud ont commencé à modifier leurs méthodes de recrutement, comme Samsung, qui a été l'une des premières grandes entreprises à le faire. En 1997, Samsung a éliminé la discrimination sexuelle dans le recrutement et, en 2012, employait 56 000 femmes. Cependant, avant 1997, certaines femmes arrivaient à travailler chez Samsung et il y avait de la discrimination dans l'entreprise dirigée par le patriarcat. La majorité des emplois des femmes travaillant chez Samsung sont des travailleurs de bas niveau. Au moment où l'entreprise a essayé de donner des postes plus élevés aux femmes, de nombreux cadres supérieurs masculins ont profité des femmes et leur ont confié des tâches insignifiantes, comme certains maris peuvent vouloir que leurs femmes restent à la maison. Néanmoins, tout a commencé à évoluer en 1994 lorsqu'une réforme du personnel public par le président de Samsung a forcé les cadres supérieurs à traiter et à payer des salaires égaux aux hommes et aux femmes. La nouvelle cible de Samsung est d'augmenter le pourcentage de femmes cadres supérieures de 2 % à 10 % d'ici 2020. Cependant, même aujourd'hui, en Corée du Sud, les femmes sont toujours confrontées à la discrimination, en particulier dans l'environnement de travail.

## Art confucéen coréen
L'art et la philosophie confucéens coréens ont eu des influences significatives et profondes sur la culture coréenne.
Les arts conservent encore des traditions majeures : la céramique coréenne, la cérémonie du thé coréenne, les jardins coréens et l'arrangement floral coréen suivent les principes confucéens et une esthétique confucéenne. La calligraphie et la poésie savante perpétuent également cet héritage, dans une bien moindre mesure. Dans les films, les histoires scolaires de mœurs et de situations comiques dans des cadres éducatifs s'intègrent bien dans les satires sur le confucianisme des écrits antérieurs. La loyauté envers l'école et le dévouement envers les enseignants sont toujours un genre important dans les comédies populaires.
Le confucianisme a également inspiré des collectifs d'art expérimental en Corée des années 1960-1970, comme The Fourth Group.

## Sources